# Isla de Cortegada
La isla de Cortegada (en gallego, Illa de Cortegada) es una isla situada en la provincia de Pontevedra (Galicia, España). Es la mayor de un archipiélago que, aparte de Cortegada, la mayor isla, cuenta con otros grupos de islas, como las islas Malveiras o las islas Briñas. Cortegada, junto con los dos grupos de islas mencionados, forma parte del parque nacional de las Islas Atlánticas, en Galicia. Está comunicada en la baja mar con Carril, por un camino que se denomina Camino del Carro. 
Su flora, que se da más frecuentemente en regiones más meridionales de clima templado húmedo y cálido, es un tipo de bosque nuboso subtropical o selva alta, con grandes árboles, bejucos y lianas, cuyas hojas se parecen a las del laurel, de lo cual toma el nombre de laurisilva. 

## Situación
Se ubica en el interior de la ría de Arosa, casi en el estuario del río Ulla, en la parroquia de Santiago de Carril, separada de la costa más cercana por un canal de 189 metros de ancho que es un gran banco de arena convertido desde hace siglos en vivero de mariscos (especialmente berberechos y almejas), llamado por ello Canal de los Viveros (A Canle dos Viveiros), donde se cultiva la famosa almeja de Carril, que cuenta con denominación de origen.
| ■ Villagarcía ■ Carril ■ Villajuán ■ Cea ■ Bamio ■ Arealonga ■ Rubianes Municipio de Villanueva de Arosa ■ Villanueva Isla de Arosa ■ Arosa Municipio de Cambados Municipio de Catoira ■ Catoira Municipio de Ribadumia Municipio de Meis Municipio de Caldas de Reyes ■ Caldas de Reyes Municipio de Portas Municipio de Boiro ■ Boiro Municipio de Rianjo ■ Rianjo Isla de Cortegada Briñas Malveiras Ría de Arosa |
| Ubicación de la isla en Villagarcía. |

## Geografía
Tiene una superficie de 54 hectáreas de territorio casi llano (su mayor elevación es de 22 metros de altura). Esta orografía propicia la formación de charcas y pequeñas lagunas que en invierno alcanzan cierta extensión. Su única corriente de agua es el ínfimo riachuelo que mana de la fuente situada al lado del antiguo monasterio de la isla. Muy interesante es la punta del Fradiño, ya que es un punto donde se juntan corrientes, formando un biotopo con multitud de especies de moluscos, crustáceos y peces, existiendo en esa misma punta un pecio romano.
La forma de la isla es casi rectangular, con un prolongado saliente rocoso que se proyecta hacia el norte.

## Construcciones
Hasta principios del siglo XX, la isla contaba con una aldea de colonos que labraban sus tierras: se sitúa al lado del pequeño embarcadero, en la parte sur de la isla, y hoy aún se ven los restos de las casas entre la exuberante vegetación. En la parte occidental de Cortegada existe todavía las ruinas de una rica casona construida a finales del siglo XIX. Existen también restos de multitud de cuadras y algún pozo.

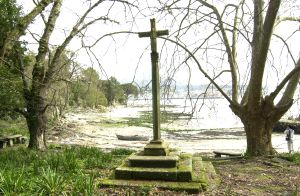
El crucero que se yergue frente al antiguo monasterio de Cortegada, junto al litoral de la isla.

Pero la construcción más destacada son los restos, relativamente bien conservados, de la antigua iglesia monasterial del priorato de Cortegada, del que quedan también algunos restos. En frente de la iglesia hay un crucero de magnífico porte. En esa iglesia se celebraban romerías muy concurridas cada 25 de marzo y 15 de septiembre. También se conservan los restos de un hospital construido en 1652 y que funcionó posteriormente como lazareto.

## Ecología
Es valorada por numerosos investigadores y científicos, además de por la riqueza de sus fondos marinos, por poseer el mayor bosque de laurel que existe en la Europa continental. También conserva una enorme robleda y una importante masa de Pinus pinaster, con lo que la isla se nos muestra a la vista densa y completamente cubierta de arbolado.

## Historia
Ya en el siglo I la menciona Plinio con el nombre de Corticata. En la Edad Media se construye un monasterio, posteriormente reconstruido y vuelto a derruir antes incluso de la exclaustración del siglo XIX, del que queda su iglesia monasterial, reconvertida en tiempos pasados en santuario. Se construyó posteriormente un hospital (siglo XVII), reconvertido en lazareto. 
Hasta 1910 pertenecía al Pazo da Gulpilleira, al que pagaban rentas los vecinos de la isla; pero en esa fecha fue adquirida por suscripción popular para donarla al rey Alfonso XIII, con el fin de que construyera en ella su residencia de veraneo. Se llegaron incluso a elaborar los planos, pero todo quedó suspendido porque el rey decidió establecer su residencia estival en el Palacio de la Magdalena (Santander). La isla pasó al patrimonio de Juan de Borbón en 1958, quien la vendió a la sociedad Santiaguesa Cortegada S.A. (1979). Esta sociedad quería construir una urbanización de lujo y un puente que comunicase la isla con tierra firme, pero, al no ser permitido, decidieron pedir una indenmización 200 veces superior al valor de la compra que hicieron a Don Juan de Borbón. Hoy todo está en manos de los tribunales. Los vecinos de Vilagarcía, mediante la Comisión Pro-Cortegada consiguieron que se declarase la isla parque natural público, paralizándose así las pretensiones urbanísticas. Su lucha se vio coronada con la integración de la isla dentro del parque nacional de las Islas Atlánticas de Galicia.
El 30 de agosto de 2007, cuando fue expropiada por la Junta de Galicia tras el pago de un justiprecio de 1,8 millones de euros, la isla volvió definitivamente a ser de dominio público.

### Incendio en 2015
El 16 de julio de 2015 la isla sufrió un conato de incendio casi en su corazón que sólo afectó a 400 metros cuadrados y que, gracias a la intervención de los profesionales del Servicio Municipal de Protección Civil, Emergencias junto con los vecinos, y personal del parque nacional se quedó en un simple susto.
La Isla es un gran referente para Carril, parroquia de Vilagarcía a la que pertenece la Isla, y por eso el incendio tuvo una gran repercusión en la ciudad, hasta tal punto, que los vecinos se echaron al mar con calderos para colaborar con los profesionales en la extinción del incendio.
Eran las nueve de la noche cuando el 112 telefoneaba a la base del Servicio de Emergencias Municipal, e informaba a los profesionales de un posible incendio forestal en la isla. De inmediato éstos pusieron en marcha una intervención que duraría varias horas. Cuatro profesionales salieron en una embarcación hacia la isla, para intentar contener el incendio mientras no llegaban bombas de presión. Con la ayuda de algún vecino controlaron el incendio, a base de "bate-fuegos" y líneas de defensa (técnica que usan los profesionales en la lucha contra incendios, que consiste en retirar combustible para detener el avance de las llamas). Poco a poco empezaron a llegar más vecinos y profesionales, que empezaron a cargar calderos de agua para enfriar el perímetro del incendio. Hasta el alcalde de la ciudad, Alberto Varela Paz, se sumó a la cadena humana para cargar calderos con agua del mar.
El incendio fue un pequeño gran susto, que gracias a la rápida intervención de los vecinos y los profesionales municipales de emergencias no se convirtió en desastre.